# メイタイシガキフグ
メイタイシガキフグ（学名: Cyclichthys orbicularis ）は、フグ目ハリセンボン科に属する海水魚である。全長は最大でも30cm程度と小型で、体は短い棘に覆われる。イシガキフグに似るが、尾柄上部に棘があることなどで識別できる。インド洋および西太平洋の熱帯・亜熱帯域に分布し、日本でも稀だが佐渡島および伊豆半島以南で捕獲例がある。

## 分類

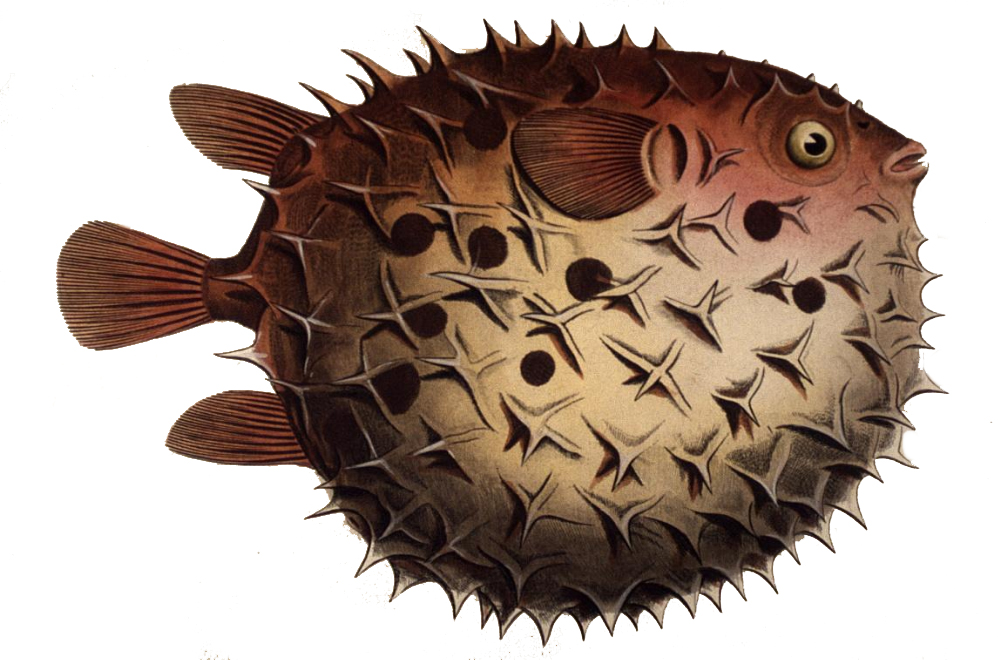
1795年から1797年の間に描かれた本種の図版

メイタイシガキフグはフグ目のハリセンボン科(Diodontidae)、メイタイシガキフグ属 (Cyclichthys )に分類される。
本種は1785年にドイツの博物学者マルクス・エリエゼル・ブロッホによって初記載された。この時はハリセンボン属 Diodon に分類され、Diodon orbicularis という学名を与えられた。なお、ブロッホが記載に用いたタイプ標本はすでに失われている可能性があるが、彼の残した図版は詳細で、本種を十分に識別可能である。初記載時はハリセンボン属に分類された本種であったが、その後1855年にはドイツの博物学者ヨハン・ヤーコプ・カウプが創設した新たな属、メイタイシガキフグ属 Cyclichthys に移された。その結果現在本種の有効な学名はCyclichthys orbicularis となっている。

## 形態

### 概要
本種は最大で全長30 cm ほどになり、横から見ると卵型の体型を呈する。尾柄部は側扁する。体は根元で3本に分岐した短く不動性の棘で覆われ、左右の胸鰭を結ぶ線上の体背面には4本の棘がある。その他、口角に可動性の短い棘がある。尾柄の背面には棘がない。鼻孔は短い鼻管を備え、眼の前端より後方に開く。口は小さい。上顎と下顎に1枚ずつ、くちばし状の大きな歯板がある。背鰭には11-13本、臀鰭には10-12本、胸鰭には18-21本、尾鰭には9本の軟条がある。腹鰭はない。臀鰭は背鰭よりわずかに後ろにある。各鰭は円く、胸鰭は大きい。
体は白色の腹部をのぞいて淡褐色で、多数の暗褐色斑点に覆われている。この暗褐色斑は死後は黒くなる。そのほか体側面にある棘の根元は橙赤色で、全ての鰭は淡灰色を呈す。

### 類似種との識別
棘が根元で3つに分岐し短く不動性なことで、ハリセンボン属の魚類と識別できる。本種と同様に短く不動性の棘をもつイシガキフグとは、本種の尾柄部には棘がないことで識別できる。同属のイガグリフグ (C. spilostylus ) とは、本種には口角に短い棘があること、1対の胸鰭を結ぶ体背面に棘が4本あること（イガグリフグでは5-6本）で識別できる。体色も両種で異なり、本種では斑点が体側面と体背面を覆い、腹部は白色であるのに対し、イガグリフグでは腹部にある棘の根元に斑点がみられる。

## 生態

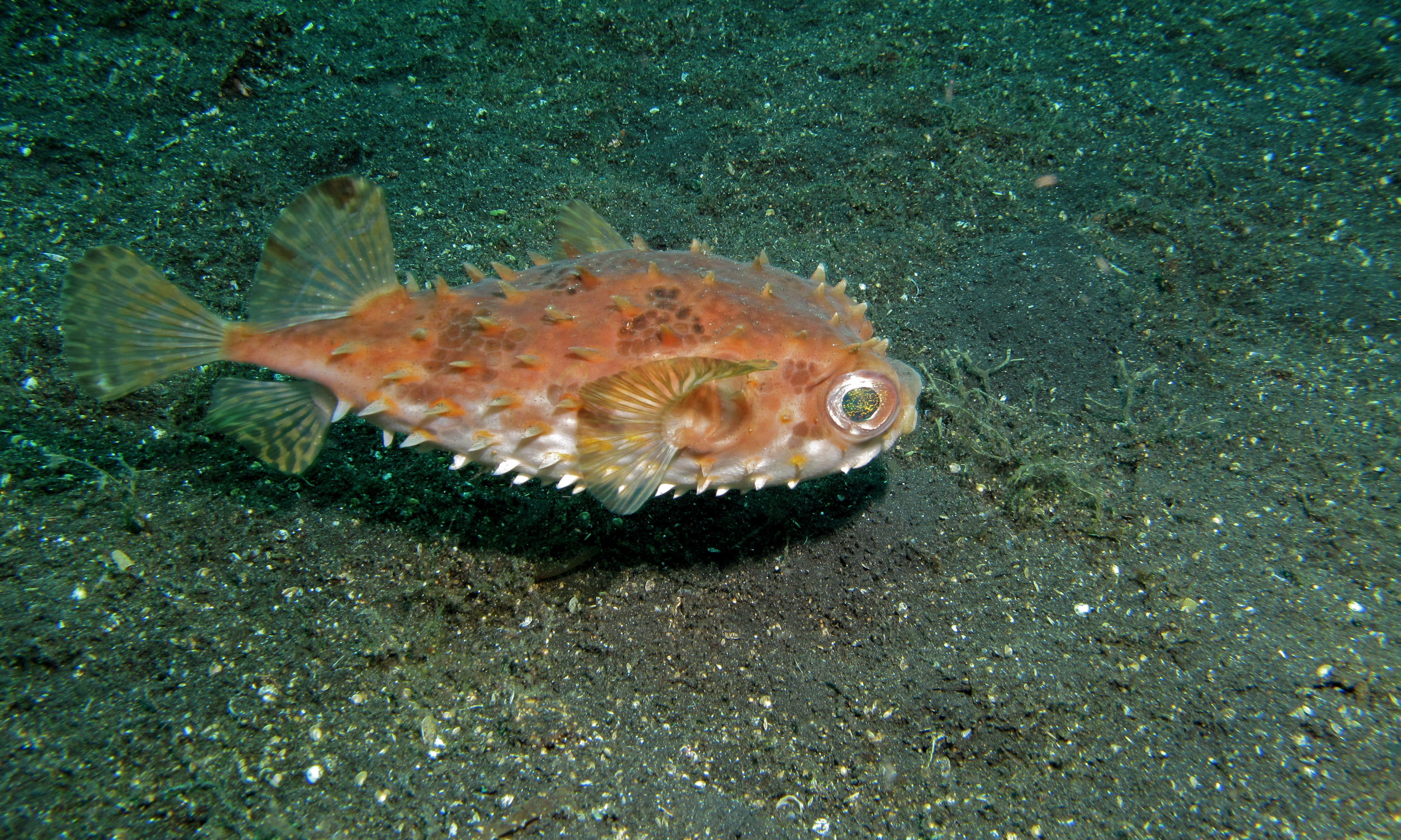
海底を泳ぐ本種

本種は水深5-30 mの沿岸浅所の砂礫底でよくみられるが、稀に岩礁やサンゴ礁でもみられる。夜行性で、昼の間は大型のカイメンの中で身を潜めていることが多い。肉食で、硬い殻をもつ無脊椎動物を捕食する。他のフグ類と同様体を膨らませることができる。
下関市立しものせき水族館が本種の水槽内での繁殖に成功しており、その報告によれば卵はバラバラになって漂う分離浮性卵で、直径は平均2.2 mmであった。この卵は産卵後2日で孵化し、全長3.5 mmの仔魚が生まれた。孵化後17日で全長7.6 mmとなり各鰭条が完成した。その後成長は加速し孵化後39日では全長20.8 mmとなった。その間、成長に合わせてまずはシオミズツボワムシ、続いてアルテミア、最終的にはオキアミ、ウシエビ、アサリが餌として与えられた。

## 分布
本種はインド洋と西太平洋の熱帯・亜熱帯海域に分布する。分布域は西は紅海やアフリカ東岸、南アフリカ南岸から、東はニューカレドニア、北は日本および韓国、そして南はオーストラリア北部まで広がっている。
日本では稀種だが、佐渡島ならびに伊豆半島以南で少数の採捕例がある。

## 人間との関係
先述の通り採捕例は少ないが、底引き網で漁獲されることがある。漁獲されても、よく似たイシガキフグと混同されている可能性も指摘されている。毒性は不明で、日本では食用の認可がなされていないため、食用に供することはできない。